# Guarulhos
23°28′0″N 46°32′0″T / 23,46667°N 46,53333°T
Guarulhos là thành phố lớn thứ hai của bang São Paulo và là ngoại vi của thành phố São Paulo, Brasil. Trong những năm qua, thành phố này đã vượt qua Campinas. Dân số năm 2006 là 1.283.253, mật độ dân số là 4.035,26 người/km² và diện tích là 318 km². Đây là thành phố hợp nhất lớn thư 12 ở Brasil.
Thành phố này xếp thứ 8 về GDP trong các thành phố Brasil, thứ 2 ở bang São Paulo.
Tên gọi từ tiếng Tupi.

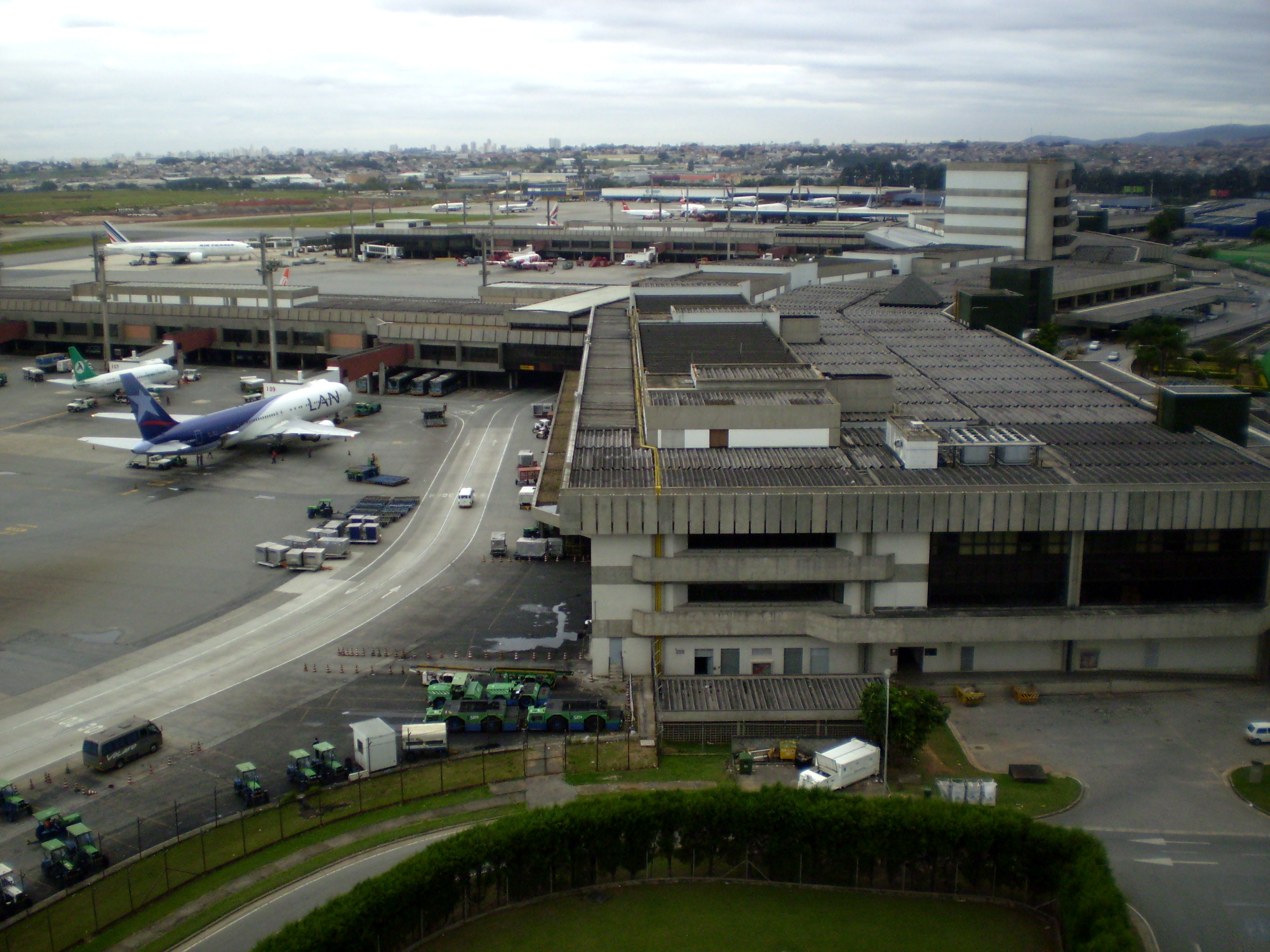
Sân bay quốc tế São Paulo-Guarulhos.

Sân bay quốc tế São Paulo-Guarulhos (GRU), một trong những sân bay chính của Brasil, nằm ở đây.
Mamonas Assassinas, là một ban nhạc xuất thân từ Guarulhos.